# Gazeta News
Gazeta News foi um telejornal produzido pela TV Gazeta. Apresentado de segunda a sexta, às 17h50, o programa tinha dez minutos de duração e destacava principais informações sobre o Brasil e no Mundo. Edição ágil que permite ao telespectador tomar conhecimento de uma ampla gama de acontecimentos. 
Em um horário de grande movimento, o jornalístico exibia imagens de câmeras instaladas em vários pontos da cidade, e acompanha, ao vivo, o trânsito da Capital, além de informar a previsão do tempo para os próximos dias. O boletim apresentava as noticias que serão destaque no Jornal da Gazeta, exibida às 19h. 
O Gazeta News foi apresentado pela jornalista Anna Paola Fragni e, em sua última fase, foi comandado por Mariana Armentano e por Tássia Sena. 
O telejornal foi extinto em abril de 2019,devido a reformulação da grade da emissora.

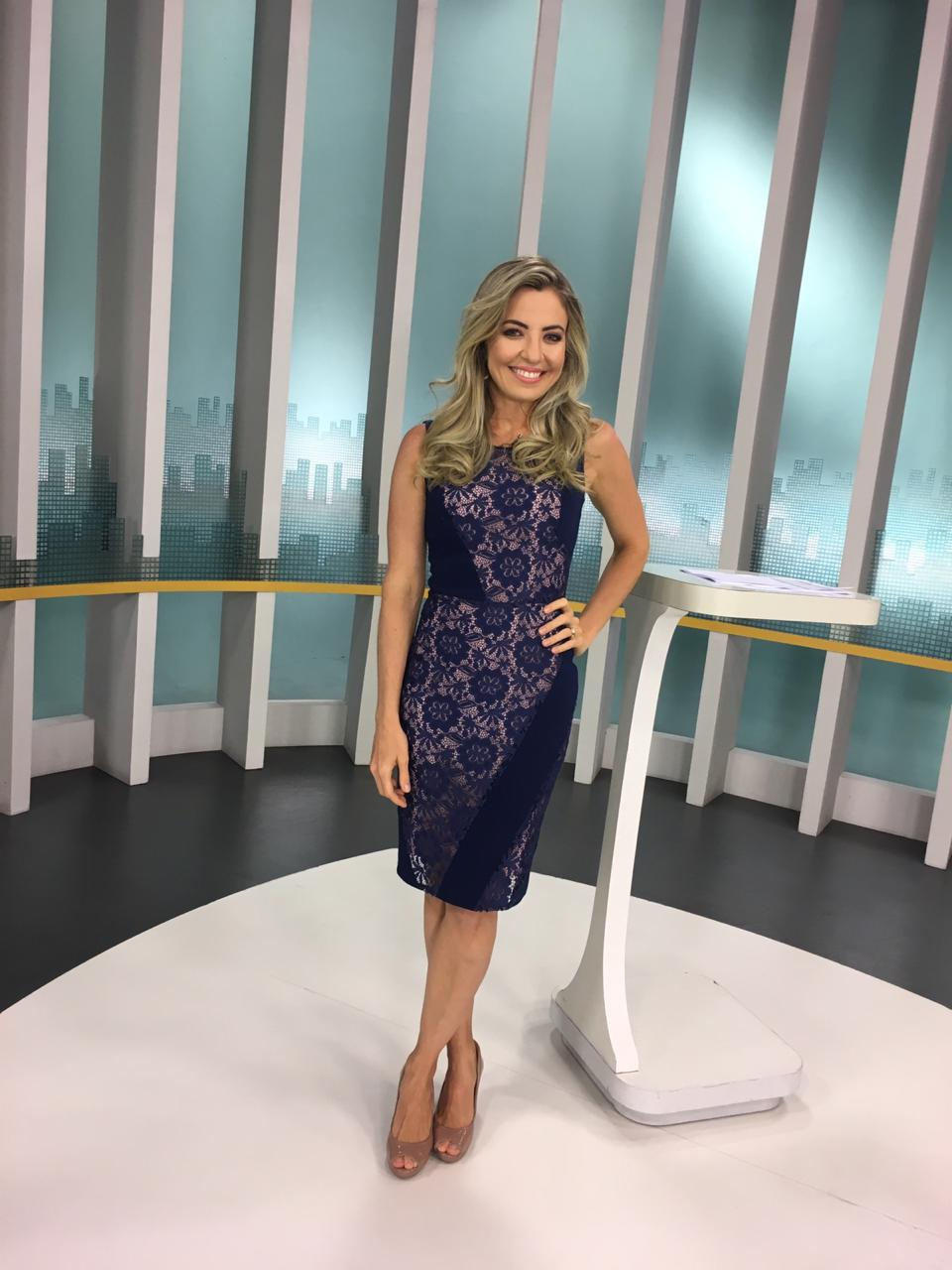
Apresentadora do programa da TV Gazeta de São Paulo, Mariana Armentano.

## Apresentação
- Anna Paola Fragni (2007-2013)
- Mariana Armentano (2013-2018)
- Tássia Sena (2018-2019)

### Eventual
- Fernanda Azevedo (2018-2019)